# Новкин, Александр Иванович
Александр Иванович Новкин (род. 1967) — генерал-майор бронетанковых войск ВС РФ, начальник Московского высшего военного командного училища в 2014—2018 годах.

## Биография
Родился в селе Красный Рог Брянской области. Окончил Благовещенское высшее танковое командное училище и Общевойсковую академию ВС РФ. Служил в Сибирском, Северо-Кавказском, Забайкальском и Западном военных округах, в группе российских войск в Закавказье. Участник Первой чеченской войны, выполнял боевые задачи на территории Северного Кавказа. С 19 апреля 2011 года — командир 138-й отдельной мотострелковой бригады (Каменка, Ленинградская область): под руководством Новкина 138-я бригада, которую прежде неоднократно обвиняли в попустительстве дедовщине и многочисленных случаях халатности, стала одной из лучших в ВС РФ к концу 2012 года.
С сентября 2014 года по июль 2018 года был начальником Московского высшего военного командного училища. 1 сентября 2016 года под руководством Новкина впервые в училище началось обучение курсантов по 4-летней программе, а в 2017 году училище приняло участие в Международном военно-техническом форуме «Армия-2017». Выезжал в командировку в Сирию. Командующий парадным расчётом МВВКУ на Параде Победы 2018 года.

## Награды
- орден Мужества (дважды)[8]
- медаль «200 лет Министерству обороны»
- медаль «За отличие в военной службе» I, II и III степеней
- иные медали